# パーサーン郡
座標: 北緯18度31分33秒 東経98度56分21秒 / 北緯18.52583度 東経98.93917度
パーサーン郡（パーサーンぐん）はタイ北部・ラムプーン県にある郡（アムプー）である。

## 名称
パー・サーンとは、「アナナシタケ (Dendrocalamus sp.) の森」と言う意味である。これはかつて、タムボン・パーサーン付近にアナナシタケが多く生えていたことに由来すると言われる。

## 歴史
パーサーンはビルマ支配時代末期にムンヨーン地方（シャン州東部、チエンセーンの北）から来た住民によって住まわれた。その後、チエンマイ＝ラムプーンの前衛基地として長く機能した。しかし、1762年11月29日、ビルマに反旗を翻し、ラムプーンとワンプラーオの軍と戦っている。
1900年、パーサーンはタムボン・パークボーンに郡庁がおかれクウェーン・パークボーンと言う行政区分として成立した。後にクウェーンが郡と呼ばれるようになると、パークボーン郡と名を変えた。1952年、郡庁舎がタムボン・パーサーンに移転。翌年にパーサーン郡と改称した。

## 地理
郡はピン川の形成した平地にある。郡内の主な河川は、ピン川、ター川、クワン川、などである。
交通は北東から南西に106号線が延びており、北東にラムプーン方面、南西にトゥーン郡方面と通じる。国道1033号線が西に、1031号線が東に、1184号線が南に延びており、それぞれメーター方面、ウィエンノーンロン方面、トゥンフワチャーン方面とつながっている。

## 経済
郡内の主な産業は農業、製造業、小売業である。主な農業生産品は、コメ、ニンニク、アカワケギ、リュウガンである。

## 行政区分
郡は9のタムボンに分かれ、さらにその下位に86の村（ムーバーン）がある。自治体（テーサバーン）があり以下のようになっている。
- テーサバーンタムボン・メーレーン・・・タムボン・メーレーンの一部
- テーサバーンタムボン・ムワンノーイ・・・タムボン・ムワンノーイの一部
- テーサバーンタムボン・パーサーン・・・タムボン・パークボーンの全体とタムボン・パーサーンの一部

また、郡内には5のタムボン行政体（オンカーンボーリハーンスワンタムボン）がある。なお以下のタムボンのリストで欠番のタムボンは分離してウィエンノーンロン郡となっているタムボンである。
1. タムボン・パークボーン・・・ตำบลปากบ่อง
2. タムボン・パーサーン・・・ตำบลป่าซาง
3. タムボン・メーレーン・・・ตำบลแม่แรง
4. タムボン・ムワンノーイ・・・ตำบลม่วงน้อย
5. タムボン・バーンルアン・・・ตำบลบ้านเรือน
6. タムボン・マコーク・・・ตำบลมะกอก
7. タムボン・タートゥム・・・ตำบลท่าตุ้ม
8. タムボン・ナムディップ・・・ตำบลน้ำดิบ

1. タムボン・ナコーンチェーディー・・・ตำบลนครเจดีย์